# All I Want to Do
Az All I Want to Do a The Beach Boys dala, amely előbb az együttes 20/20 című albumán jelent meg, majd nem sokkal később az "I Can Hear Music" B-oldalaként, mellyel közösen a 24. lett a Billboard slágerlistáján és 10. az Egyesült Királyságban. A dalnak számtalan alternatív verziója megjelent az évek folyamán, a leghíresebb ezek közül a 2018-ban megjelent I Can Hear Music: The 20/20 Sessions kiadványon hallható.
A számban szexuális hangok is megjelennek, a dal végén egy női hang kiáltja sikoltozva az "oh boy" szöveget. 

## Zenészek
- Mike Love – ének
- Dennis Wilson – háttérvokál, zongora, orgona
- Carl Wilson – háttérvokál, gitár
- Al Jardine – háttérvokál
- Bruce Johnston – háttérvokál
- Ed Carter – basszusgitár
- Mike Kowalski – dob
- Roger Neumann – kürt

## Fordítás
- Ez a szócikk részben vagy egészben  az   All I Want to Do (The Beach Boys song) című angol Wikipédia-szócikk fordításán alapul.  Az eredeti cikk szerkesztőit annak laptörténete sorolja fel. Ez a jelzés csupán a megfogalmazás eredetét és a szerzői jogokat jelzi, nem szolgál a cikkben szereplő információk forrásmegjelöléseként.